# Ba lẻ một
Ba lẻ một là phim điện ảnh truyền hình Việt Nam thể loại chiến tranh, sản xuất năm 2000 do Khải Hưng đạo diễn, kịch bản chuyển thể do Bảo Ninh và Phạm Ngọc Tiến viết, dựa theo truyện ngắn cùng tên của Bảo Ninh.

## Nội dung
Bộ phim mở đầu chiếc xe của một vị giám đốc bị hỏng, buộc phải dừng lại trước một nhà dân. Sau khi làm quen và vào nhà, ông phát hiện trên tường nhà có treo ảnh chiếc xe tăng số hiệu 301 và các đồng đội của  mình năm xưa. Ông là thành viên duy nhất đội chiếc xe này còn sống.
Vào những ngày cuối của Chiến dịch Hồ Chí Minh tại Buôn Ma Thuột, chiếc xe tăng T54 số hiệu 301 của Quân Giải phóng bị hỏng nặng, trên chiếc xe tăng chỉ còn 4 người, trong đó có người đội trưởng bị thương bất tỉnh, họ buộc phải dừng lại tại một tiệm ảnh tại địa phương.
Những người lính Giải phóng không biết rằng những người đàn ông trong gia đình này đang làm việc cho chế độ Việt Nam Cộng hòa, người con trai là lính dù và đang bị thương, được giấu trên gác. Dù có những dấu hiệu lạ nhưng những chiến sĩ Giải phóng và các thành viên gia đình này vẫn tạo được những thiện cảm nhất định, để khi sự việc bại lộ những người lính đã tha mạng cho kẻ phía bên kia chiến tuyến để sáng hôm sau họ tiếp tục gia nhập vào chiến dịch.

## Diễn viên
- Đức Sơn vai
- Minh Châu vai Uyên
- Cao Minh Đạt vai Trung
- Trung Dũng vai
- Chi Bảo vai Tâm
- Trọng Hải

## Giải thưởng
| Năm  | Giải thưởng                        | Đề cử             | Nhận giải | Kết quả       | Chú thích |
| ---- | ---------------------------------- | ----------------- | --------- | ------------- | --------- |
| 2001 | Liên hoan phim Việt Nam lần thứ 13 | Phim xuất sắc     | (bộ phim) | Bông sen Vàng | [ 3 ]     |
| 2001 | Liên hoan phim Việt Nam lần thứ 13 | Đạo diễn xuất sắc | Khải Hưng | Đoạt giải     | [ 3 ]     |